# タウンハウス

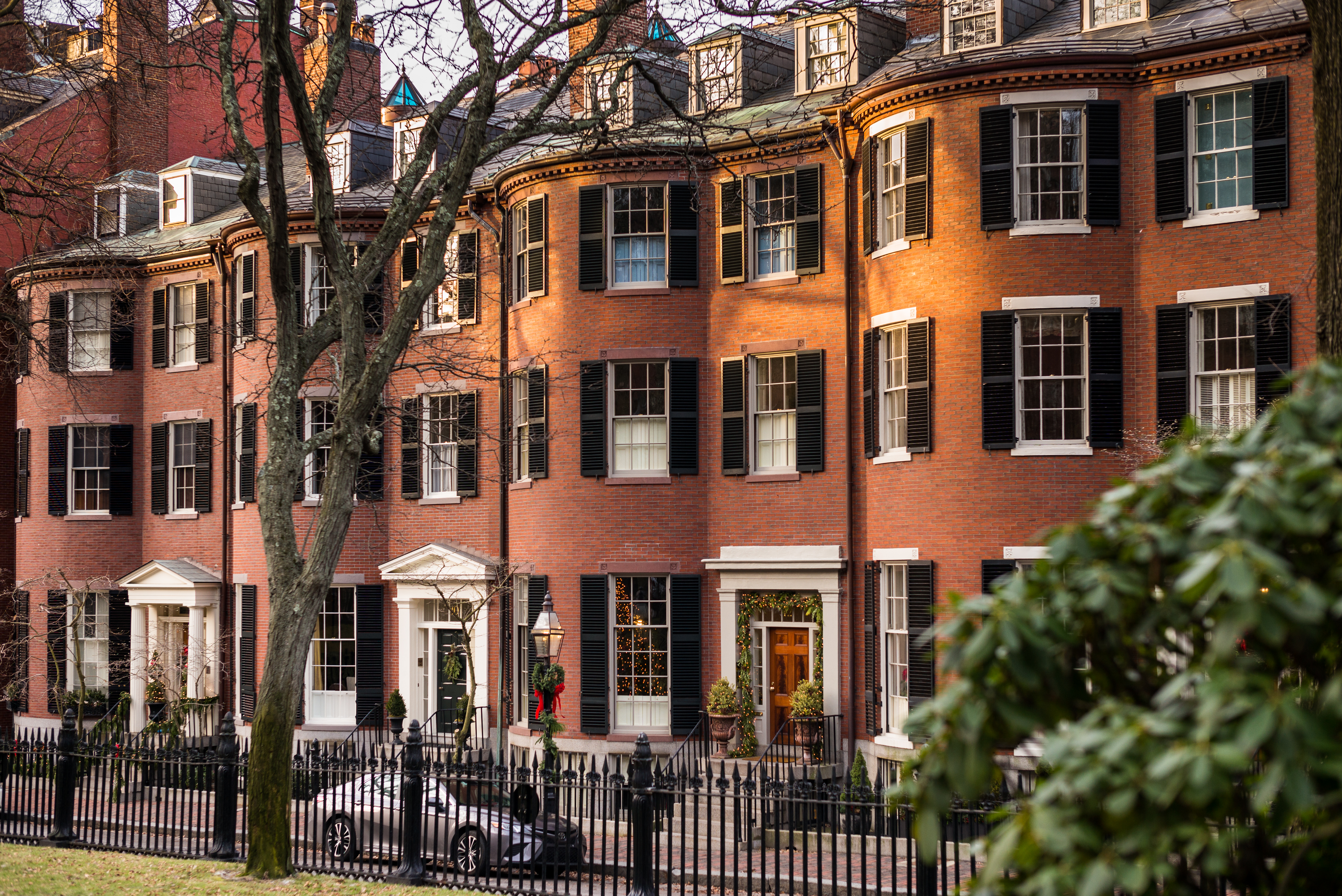
タウンハウス

タウンハウス（townhouse）とは、集合住宅の2種類のひとつである。建築法規では、一般のマンションは共同住宅、タウンハウスは長屋と称される。

## 定義
- 国土交通省の建築動態統計調査では、長屋とは「2つ以上の住宅を1棟に建て連ねたもので、各住宅が壁を共通にし、それぞれ別々に外部への出入口を有しているもの。「テラスハウス」と呼ばれる住宅もここに含まれる」としている。これに対して共同住宅は、「1つの建築物（1棟）内に2戸以上の住宅があって、広間、廊下若しくは階段等の全部又は一部を供用するもの」と定義される[1]。
- 東京都建築安全条例では、長屋の各戸の主要な出入口は、道路又は道路に通ずる幅員二メートル以上の敷地内の通路に面して設けなければならないとされている[2]。

## 特徴

### 都市を造る住居
- コルビュジェが提唱した「公園の中の塔」にもとづく一連の大規模再開発は、ジェーン・ジェイコブスらに「都市の生活とコミュニティを破壊し、都市を衰退に導く」ものとして痛烈に批判された[3]。
- こうした反省から実施されたロンドンのリリントン・ガーデンズのプロジェクト（1968 - ）では、接地性をテーマに「伝統的なハウスが積層するまちづくり」が意図された。各住宅は2つのレベルにある開放廊下（通り）からアクセスするように計画され、「準接地型住宅」と呼ばれる新しいタイプが創りだされ、こうした概念が世界各地の多くのプロジェクトに波及している。
- 「都市の住居とは、個人の生活をできるだけ他から犯されずに守りたいという要求と、同時に個人の生活を都市全体と連続させたいという反対の要求を、可能な限り幅広い振幅で同時に実現させるためのものだ」「高層住宅という建築形式、あるいはプレハブという生産方式は、住居と都市に関する諸問題を解決する（というのは）間違いであった･･･。都市をつくる住宅を探し求める私達の旅は、繰り返し、イギリスやアメリカのロウハウスに帰っていくのである」[4]。

### 防災
外部から階段で上り下りできるように低層に抑えられるため、構造形式は主に壁式鉄筋コンクリート造が用いられる。このために地震や火災、健康に有利になっている。
- 耐震強度に関しては、建築基準法施行令では壁式鉄筋コンクリート造の建築物は基本的には層間変形角が1/2000以内と規定されている[5]。一般の構造計算が必要な建物（高さ13m以上または軒高9m以上）では層間変形角が1/200以内の規定であり、比較して振れ幅がおおよそ1/10に抑えられている[6]。この歪みを高さ2mのドア枠で試算すると壁式では1mm以内、一般では10mm以内である。阪神淡路大震災でも、壁式鉄筋コンクリート造の建築物は躯体に損傷を受けていない[7]。
- 火災では、木造戸建てに比べて相当にリスクは抑えられる。木造では引火温度は260°C、一気に温度が上がってフラッシュオーバーが起こり、10分ほどで1,000°C以上の最盛期に突入する。道路寸断や同時多発等で消防車両の到着が遅れれば、延焼も広がる。これに対して鉄筋コンクリートは不燃物であり、炎上する場合はじわじわと温度は上昇して60分過ぎに800°C以上の最盛期になる[8]。火元建物以外の別棟に延焼した火災件数の割合（延焼率）を火元建物の構造別にみると、木造が最も高く28.7%、一方、耐火造は3.2%になっている。また火元建物の構造別に火災1件当たりの焼損床面積をみると、木造は67.0m2、耐火造は27.50m2である[9]。このため首都直下地震による火災被害は、環6・環7沿いの老朽木造住宅密集地域6000haを中心に約65万棟が焼失し、500mメッシュ単位でみると平均棟数1,616棟（ワースト100地区）に対し、ワースト地区で1,200〜2,400棟、準ワースト地区でも400〜1,200棟が焼失すると予測されている[10]。

### 健康
- タウンハウスでは接地性が高く、風による振れ幅の大きな揺れがないため、高層居住に伴う緊張性ストレスを生じさせない。
- 高層居住の健康被害について、母親の居住階数による流産・死産率を調査すると、1,2階では6.8%、3〜5階では5.6%、6〜9階は18.8%、10階以上になると38.9%と報告されている[11]。

## 権利形態
タウンハウスは構造上一体化した共有建物であり、通常の分譲マンションと同様に区分所有法が適用される。専有部分は住戸毎に区分所有権が設定され、土地の所有権は区分所有者が持分に応じて共有する。併せて敷地利用権が設定され、建物の専有部分と敷地利用権とは原則として分離処分はできない。住宅ローン等の抵当権設定、売買・賃貸借なども分譲マンションと同様に扱われる。

## 管理
通常の分譲マンションと同様に管理規約を制定し、管理組合が設立される。管理業務は管理組合にて外部委託ないし自主管理が決定される。タウンハウスではエレベーターがないため、一台あたり月5万円相当の保守・点検費用が省ける。共用の玄関や廊下もないために清掃部分も少ない。このため管理費はマンションに比較して外部委託の場合でも1万円前後と抑えられる。長期修繕についても、低層であるために足場（仮設の作業床・通路）の工事費用も抑えられ、エレベーター設備の更新費用も不要なために月額7000〜8000円と、中高層マンションより費用を抑えることができる。

## 歴史
古代ローマ
- 古代ローマ建築では、2世紀以降の都市住宅は、レンガを表層に使ったローマン・コンクリート造りの4 - 5階建てのアパートが一般的になった[13]。

イギリス
- 1666年のロンドン大火後にシティ内で新築される家屋にたいして建築規制がなされ、違反者にたいしては投獄もふくむ厳しい罰則規定が設けられた。従来の木組み建物を禁止し、「煉瓦もしくは石づくり」が義務づけられ、前面道路の種類によって階数・高さ・階高などを統一した[14]。この結果がタウンハウスと呼ばれる連続建ての住宅形式である。一階部分が0.5〜1.0mほど高く、玄関部分に階段とテラスが設けられたために、テラスハウスとも呼ばれる。規模の大きいタウンハウスでは、建物の裏側に路地（mews）、馬小屋（mews house）が設けられ、今でも静穏な場所として好まれている[15]。
- 今日のロンドンの町の最も壮大でドラマチックな中心部、リージェンツ・パークの外周を取り囲むテラスハウスは、建築家ジョン・ナッシュの手によって、1812年から1825年に至る十数年の短い時間で実現された。その美しい都市の壁は、ほぼ半周するように公園を取り巻いており、その長さは、3kmにおよんでいる[4]。
- バース市の世界遺産、ロイヤル・クレセント（1767 - 1775）はジョン・ウッドの設計で、壮麗なイオニア式大オーダーが前面を飾る半楕円形の連続住宅である。前面には芝生の斜面が拡がり、それを受け止めるように湾曲するファサードの形態は、建物と周囲の自然を巧妙に調和させている。この様式はピカデリー・サーカスにも継承された[13]。
- ハワードの「庭園都市」都市部のダイアグラム（1902）では、プールヴァールに対してクレセント型住棟が配されていた。庭園都市で有名なレッチワース（1904 - ）でも、より微妙な形ではあるが、クレセント型の住棟配置が見られる。

アメリカ
- フィラデルフィアの町は、整然とした格子状の街区によってつくられた。町の東側、デラウェア川に面した地区の一画に、エルフレス・アレイと呼ばれる小さな通りがある。古い石畳の道も昔のままで、その両側に3階から4階建の、煉瓦造りの住居が続いている。最も古い住宅は1724年、このエルフレス・アレイに代表的にみられる当時のアメリカの都市住居は、ロンドンのロウハウスとよく似ている。細長い長屋形式の平面、1階の床が道路よりやや上がった断面。そして細部の意匠としては、煉瓦の壁面に、白い建具や窓枠、切妻の破風を正面に見せた入口等が、目立った特徴である。フィラデルフィアのロウハウスは、住居であると共に、商店、事務所、小規模の工場等の混在を可能にした、すぐれた都市の建築型であった[16]。
- 1960年代の始めから盛んに行われ、今日に続くアメリカにおける都心部再開発において、広く行われたやり方は、荒廃した地区の建物全体を取りこわし、全体の広い公園のような緑地として、その中に高層の建物を配置するものである。これは「公園の中の塔」イメージと名付けられた。こうした「公園の中の塔」イメージによる再開発が、無性格で空虚な、そしてしばしば犯罪の場所となる緑地をつくったと批判されたのとは異なり、（フィラデルフィアのドック地区の再開発では）この塔の足下には、伝統的なロウハウスに連なる現代的なロウハウスであった。これは大成功をおさめ、芸術家や学者達が集い住む場所となった。そして、この計画自体が成功しただけでなく、続く、数多くの低層の連続住宅の新しい開発を呼び起こし、又既存の古いロウハウスの保存再生の流れもつくり出した。この計画を導いたのは、市の都市計画局長だった都市計画家でペンシルバニア大学教授、エドモンド・ベーコンであり、建築家はイオ・ミン・ペイである[16]。

ドイツ
- ドイツでは労働者住宅（市民住宅）として普及した。建築家テセノウ（Heinrich Tessenow）の問題意識は「とりあえず労働者のための、整備された最小限の住宅をどうつくるかである」であった。その成果は、極限まで装飾を排し、白いスタッコで塗られたシンプルな住居であった。1910年代に相次いで完成した連続集合住宅、さらに1913年に計画された市民住宅では、一階に台所とリビングルームが、二階には寝室と隣りあったサニタリーという構成となる。今日の市民住宅は、これをもって元祖とする[17]。

日本
日本でも戦前までは、江戸や大阪など大都市で二階建ての木造町屋・長屋が都市住居の基本形とされた。
- 京都の町家が連続する都市景観は、1642年の所司代のお触書「周囲の軒先線に見合う建築と土地造成」「三階蔵・蔵屋敷の禁止」に従い、厨子二階で軒線が揃い、通りに出ていた表蔵・蔵座敷が消滅して壁面線が揃うことで成立した。町家の細長い内部空間は、格子戸を先には土間（通り庭）が奥まで続き、それに沿って「店（見世）の間」（工房や売り場）、「中の間（玄関）」（客間）、「台所（土間部分は竈や流しを備えた走り庭と呼ばれる）」「奥の間」「洗面所・便所・風呂」、さらに「坪庭」「蔵」が並ぶ配置である。店の間、台所から階段で上る二階座敷は、社交や遊興の場として活用された[18]。江戸でも1657年の触書以来、両隣と高低差なく軒先線を揃えて見た目を良く（うつり能）、というルールに従って、低層で高密度な都市住居の基本形として確立した[19]。
- 江戸時代の江戸も約50万人もの町民のほとんどが長屋に暮らしていた。町民地の人口密度は5万4000人/km2（1725）、現代の東京都区部の人口密度1万4000人/km2（2010）のその3倍以上もの高密度な都市居住を実現していた（江戸の人口も参照）。当時の長屋は、表通りに面した表長屋と、表通りに直接面せずに路地によって通じている裏長屋に大きく分かれている。表長屋は、間口2〜5間、奥行4間半と規模が大きめの富裕層向けの店舗住宅である。裏長屋は、路地に沿って棟割りされて四畳半の部屋に一畳半の土間（竈、流し）のついた九尺二間（3.6m×2.7m）の広さで、大多数の庶民が借家として暮らしていた。共用の井戸、便所は路地の奥に位置する[20]。江戸の家はすべての物が燃えやすい材料で組み立ててあるため、1657〜1881年までの224年間に15町以上焼失した大火が全部で93件あった。なかでも明暦の大火の総焼失面積は2,574ha、死者は107,046人にのぼったとされる[14]。
- 戦前の大阪は、区画整理がなされた土地の上に整然と長屋が建てられ、長屋は都市型住居としてひとまず完成の域に達した。大阪市住宅調査（1941）によると大阪市の専用住宅のうち約90%が借家であった。さらに借家調査（1940）では、借家のうち約95%が長屋建であった[21]。
- 1975年以降の顕著な動向の一つが、低層集合住宅の復活である。民間分譲では、桜台コートビレッジ（1969 - 1970）、サンハイツ金沢八景（1974）、さらにライブタウン浜田山（1977）、南桜井ガーデンタウン（1978）など多数の事例がある。公営賃貸では、建設省から茨城県に出向していた蓑原敬と建築家 藤本昌也らによる茨城県の六番池団地（1976）、会神原団地、三反田団地、小野崎団地ほか、石川県の諸江団地や秋田県でも生み出された。公共の分譲住宅として、東京多摩ニュータウンのタウンハウス諏訪（1979）、京都の高野第2団地（1980）、大阪の庭代台タウンハウス（1976）など続々と建設された[22]。
- なお、タウンハウス諏訪やライブタウン浜田山は接地型住宅と言われる。接地型住宅とは、すべての家が土地に接する集合住宅のこと。[23]
- 1980年代の後半に入ると、バブル経済による地価高騰によってタウンハウスの成立する市場は失われていった。タウンハウス形式では中堅所得層の資金負担の限界を超えるようになり、住宅価格を下げるために中高層住宅あるいは超高層住宅へと課題が移っていった。都市の郊外では、工事費が割安な木造の一戸建て住宅を好むニーズが根強く、しだいにタウンハウス建設は下火になっていった[22]。
- 近年、タウンハウスの特長が見直され、地価が落ち着くとともに民間分譲分野でもセボン、スターツディベロップメント、アーキネット（コーポラティブハウス）、オープンハウス、コスモスイニシアなどが取り組んでいる。